# Emilià Martínez i Espinosa
Emilià Martínez i Espinosa (Villar del Cobo, Terol, 1901- Manresa, 1987) fou un polític manresà.

## Biografia
Sindicalista molt carismàtic entre els treballadors. De ben jove treballà de manobre, després de miner a Fígols i durant 20 anys de ferroviari. Fou militant de la CNT des del 1918 i arribà a ser Secretari de la Federació Local d'aquest sindicat.
Durant la Guerra civil va ser delegat d'economia i responsable de les col·lectivitzacions a Manresa i impulsor d'una de les primeres col·lectivitzacions que hi hagué a l'Estat: la dels Ferrocarrils de la Generalitat.
Fou membre durant unes setmanes del segon Comitè Revolucionari Antifeixista de Manresa. Durant la Guerra Civil va ser regidor de l'Ajuntament de Manresa i també en fou el darrer alcalde (desembre del 1938 - gener del 1939).
Fou condemnat a 30 anys de presó per rebel·lió militar, però en va sortir el 1943 en llibertat vigilada.